# Classe Kyan Sittha

La frégate de classe Kyan Sittha est une classe de navires exploitée la marine birmane.

## Historique
L'UMS Kyansittha (F-12) est la première frégate de la marine birmane à avoir réduit les caractéristiques de la surface équivalente radar sur sa conception. Le navire incorpore divers systèmes électroniques de suite et d'armes de l'Inde, de la Chine et de la Russie. Le navire de tête de la classe porte le nom de Kyanzittha, roi de la dynastie du Royaume de Pagan, premier véritable empire birman.
La première frégate (F-12) a été mise en service le 31 mars 2014, deux jours après le lancement de la deuxième frégate UMS Sinphyushin (F14), qui porte le nom de Hsinbyushin , roi de la dynastie Konbaung de Birmanie.
| Nom          | N° de série | Photo | Constructeur           | Lancement       | Mise en service  |
| ------------ | ----------- | ----- | ---------------------- | --------------- | ---------------- |
| Kyan Sittha  | F 12        |       | Myanmar Naval Shipyard | 22 octobre 2012 | 31 mars 2014     |
| Sin Phyushin | F 14        |       | Myanmar Naval Shipyard | 29 mars 2014    | 25 décembre 2015 |

## Galerie

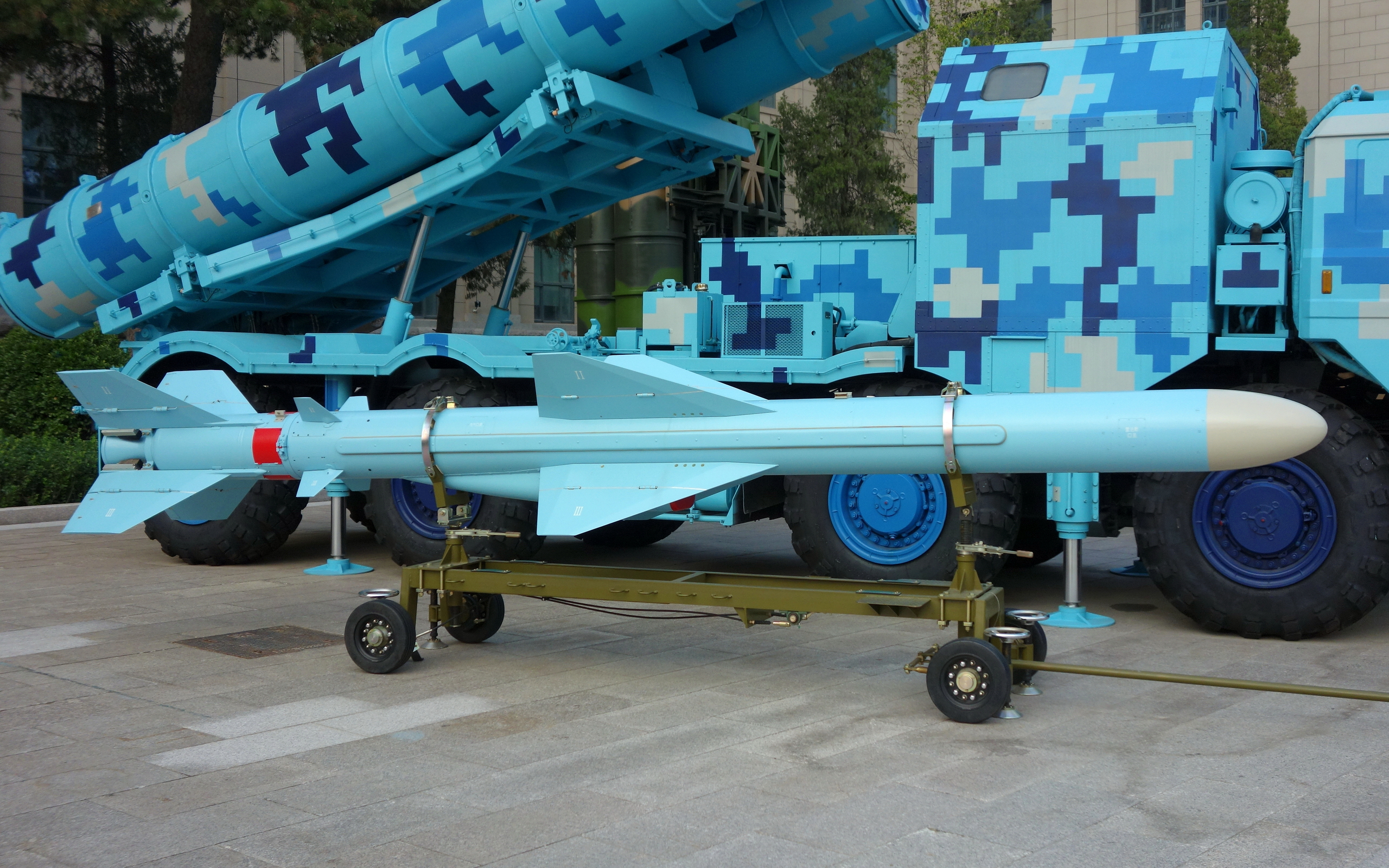
Missile YJ-83.
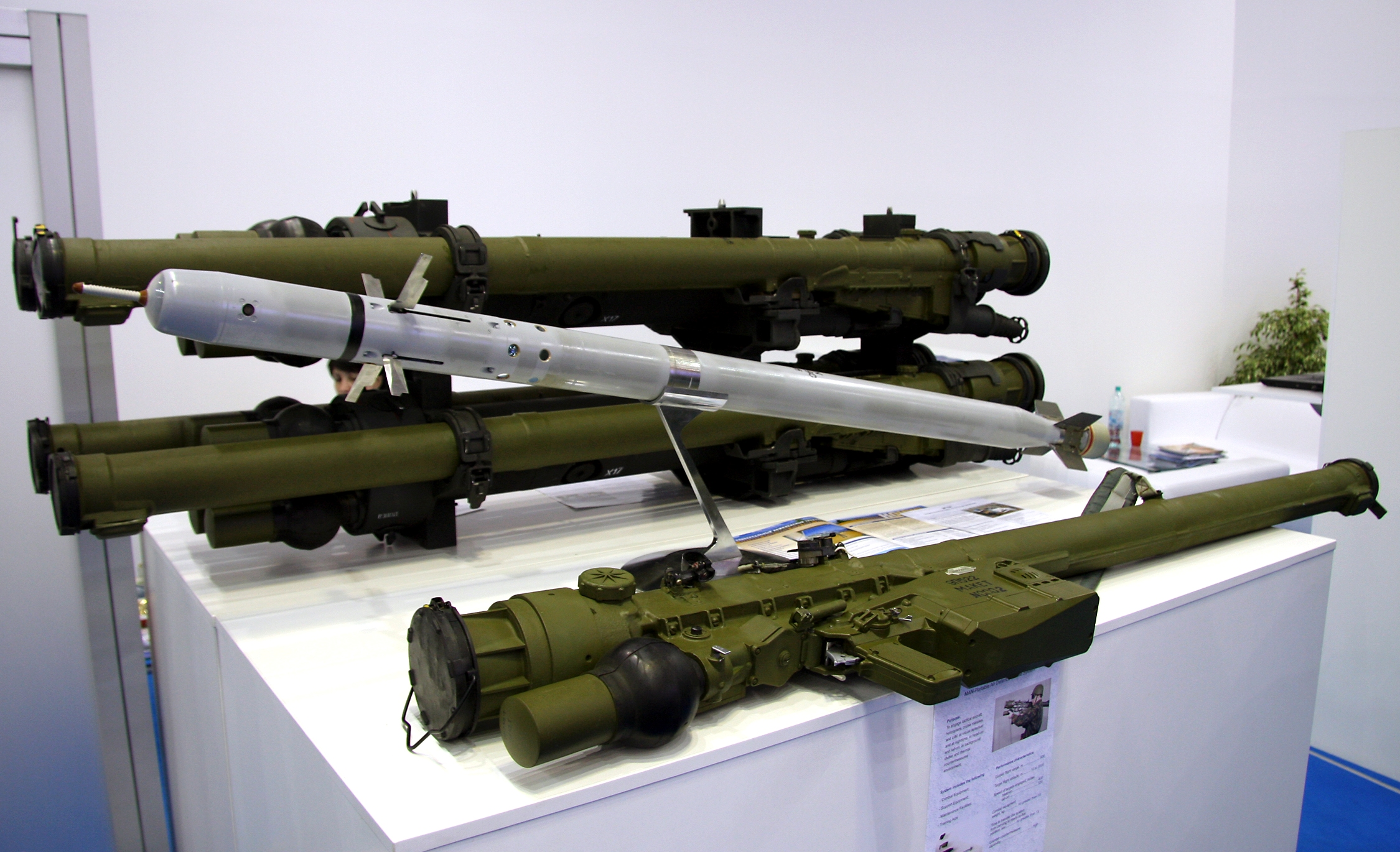
Missile Igla avec lanceur.
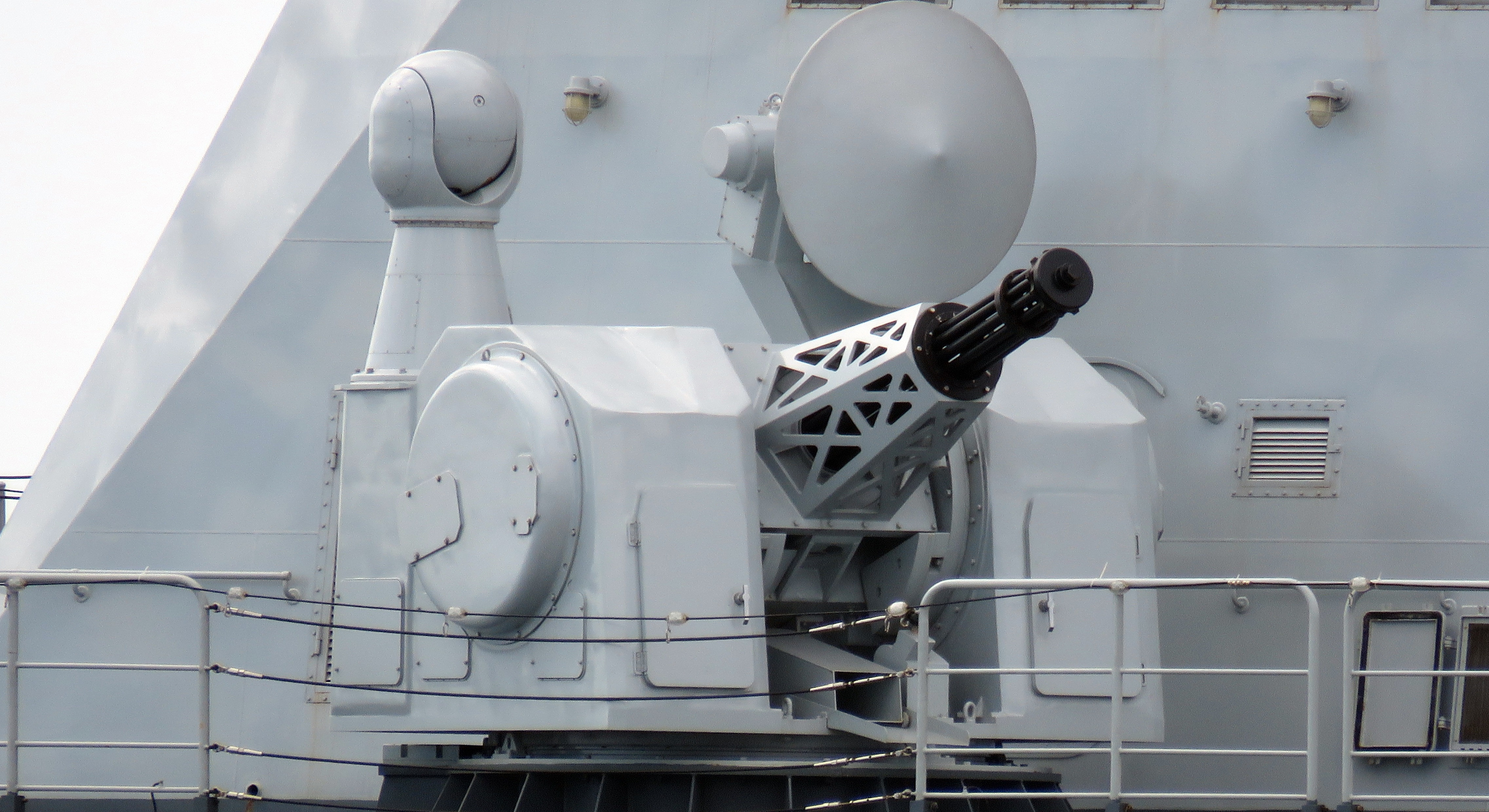
Canon 30 mm Type-730 CIWS.
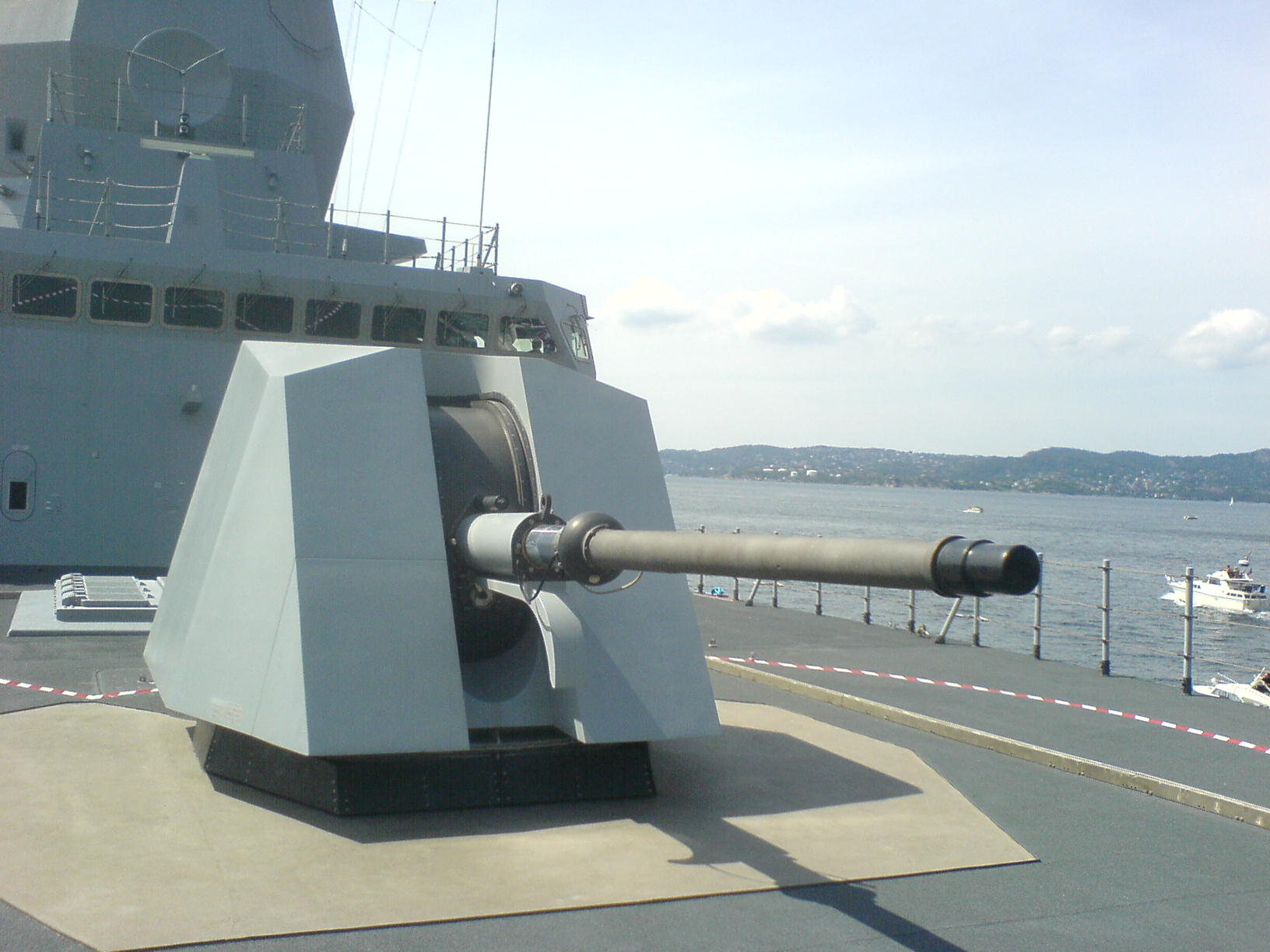
Otobreda 76 mm.